# Bruno Fratus
Bruno Fratus (født 22. juni 1989) er en brasiliansk svømmer.
Under sommer-OL 2012 i London repræsenterede han sit land, hvor han blev nummer fire på 50 meter fri.
Han vandt en bronzemedalje i 50 m fri ved sommer-OL 2020 i Tokyo.